# Pave Urban 8.
Pave Urban 8. (5. april 1568 i Firenze, Italien – 29. juli 1644 i Rom, verdsligt navn Maffeo Virginio Barberini) var pave fra år 1623 til sin død i 1644.
Barberini stammede fra en velhavende, florentinsk købmandsfamilie. Som treårig mistede han sin far, men farbroren sørgede for hans uddannelse. Barberini gik på universitetet i Pisa og købte sig med støtte fra sin velstående farbror embeder ved pavens hof. I to perioder var han pavelig nuntius i Paris. Han blev kardinal i 1606. Konklavet, der valgte ham til pave sytten år senere, trak ud og var præget af flere kardinalers forsøg på at forgive hinanden. Selv blev Urban alvorligt syg og var overbevist om, at det skyldtes en buket forgiftede blomster, han fik sendt fra en af sine rivaler efter valget. Hans pavekroning måtte derfor udsættes.
I en alder af 55 år var han yngre end de fleste af sine forgængere. Han havde et hidsigt gemyt, han selv forsøgte at dæmpe ved åreladninger. I sine 21 år på pavestolen regerede Urban uden at tåle modsigelser, og når han en sjælden gang sammenkaldte kardinalkollegiet, sendte medlemmerne hyppigt afbud for at undgå at komme i konflikt med ham. Urban udnyttede det til at sikre slægtninge ikke mindre end 227 indbringende stillinger, hvad han på sit dødsleje nok udtrykte anger over, men døde uden at ordne. Under processen mod Galileo Galilei pressede han 22.juni 1633 Galilei til at afsværge sin teori om, at Jorden roterer om Solen. En bedre side var Urbans interesse for Roms forskønnelse. Kunstværker finansieret af ham blev prydet med de bier, man finder i Barberiniernes våbenskjold, og man finder Urbans bier overalt i Rom, ca. 10.000.
Udgifterne til kunstværkerne måtte befolkningen dog dele med ham, hvad der gav Urban tilnavnet papa Gabella (= Afgiftspaven). Da Urban udpegede Bernini til et nyt projektet med Trevi-fontænen, havde han indviklet pavestaten i en mængde krige, der havde tømt pengekassen. Fontænen måtte derfor finansieres af en afgift på vin. Urban gav også tilladelse til, at Cecilia Metellas gravmæle ved Via Appia blev plyndret. Det fremkaldte en storm af protester, og paven måtte opgive at plyndre Metellas grav. Vinskatten måtte romerne leve med, selv om det eneste, Bernini fik foretaget sig, var at flytte den gamle Trevi-fontæne 200 m til dens nuværende plads og rive nogle boliger ned, så Urban kunne se fontænen oppe fra Quirinalpaladset.
Ved sin død var Urban 8. så forhadt, at mængden angreb hans statue i Peterskirken og lagde et undervægtigt brød med en seddel med ordene Per grazia ricevuta (= For modtaget nåde) på hans kiste. Det er ellers den indskrift, de troende satte på votivgaver ved helgenbilleder i taknemmelighed over en helbredelse. Men her harcelerede de over, hvordan Urban havde snydt på vægten for at få penge til sine projekter.